# Verbandsgemeinde Meisenheim
De Verbandsgemeinde Meisenheim met  inwoners ligt in het district Bad Kreuznach in de Duitse deelstaat Rijnland-Palts.

## Gemeenten
De volgende gemeenten (Ortsgemeinden) maken deel uit van de Verbandsgemeinde Meisenheim:
1. Abtweiler
2. Becherbach
3. Breitenheim
4. Callbach
5. Desloch
6. Hundsbach
7. Jeckenbach
8. Lettweiler
9. Löllbach
10. Meisenheim
11. Raumbach
12. Rehborn
13. Reiffelbach
14. Schmittweiler
15. Schweinschied